# Anne Gibson, Baroness Gibson of Market Rasen
Anne Gibson, Baroness Gibson of Market Rasen OBE (* 10. Dezember 1940; † 20. April 2018) war eine britische Gewerkschafterin und Autorin mehrerer Schriften über Industriegesetze.

## Familie und Titel
Geboren wurde Gibson als Tochter von Harry Tasker und dessen Ehefrau Jessie Roberts geboren. Sie selbst heiratete am 23. April 1962 John Donald Gibson. Aus dieser Ehe, die 1985 geschieden wurde, ging eine Tochter hervor. Seit dem 8. Oktober 1988 war sie in zweiter Ehe mit John Bartell verheiratet, der eine Tochter mit in die Ehe brachte. Am 9. Mai 2000 wurde sie als Baroness Gibson of Market Rasen, of Market Rasen in the County of Lincoln, als Life Peeress in den Adelsstand erhoben.

## Ausbildung und weiterer Werdegang
Ihre schulische Ausbildung erhielt Gibson an der Caistor Grammar School. Hieran schloss sich ein Studium am Chelmsford College of Further Education und an der University of Essex an, wo sie 1976 mit einem Bachelor of Arts in Öffentlicher Verwaltung abschloss.
Von 1956 bis 1959 arbeitete sie als Sekretärin und dann bis 1966 als Bankkassiererien. Von 1966 bis 1970 war sie für den Ortsverband Saffron Walden der Labour Party tätig. Zwischen 1976 und 1977 war sie beim House Magazine. Von 1977 bis 1987 arbeitete sie für den Gewerkschaftsdachverband Trades Union Congress (TUC) und war von 1987 bis 2000 nationale Sekretärin der Gewerkschaft Manufacturing Science and Finance (MSF). Von 1989 bis 2000 war sie Mitglied des Ausschusses des TUC und von 1991 bis 1998 in der Gleichstellungskommission Equal Opportunities Commission. Von 1993 bis 1996 gehörte sie dem Department of Employment Advisory Group for Older Workers und von 1996 bis 2000 der Health and Safety Commission. Zuletzt gehörte sie der Gewerkschaft AMICUS an und dem Emily Pankhurst Trust.
Von 1996 bis 2001 war sie Vorsitzende des Ausschusses Committee on Violence at Work der Europäischen Union. Sie war auch Mitglied der Occupational Health and Safety Commission. Des Weiteren war sie Mitglied der Europäischen Agentur für Sicherheit und Gesundheitsschutz am Arbeitsplatz. Von 2004 bis 2008 war sie Präsidentin der Royal Society for the Prevention of Accidents (ROSPA).

## Auszeichnungen und Mitgliedschaften
1998 wurde ihr der Order of the British Empire verliehen. 2001 erhielt sie für ihren Einsatz in der Royal Society for the Prevention of Accidents (ROSPA) den Distinguished Service Award. Zudem war sie Ehrenpräsidentin der 2168 (Yeadon) Squadron, Air Training Corps.